# Mindaugas Griškonis
Mindaugas Griškonis, né le 17 janvier 1986 à Vilnius, est un rameur en aviron lituanien.

## Palmarès

### Jeux olympiques
- Jeux olympiques d'été de 2008 à Pékin,  Chine
  - 8e en skiff
- Jeux olympiques d'été de 2016 à Rio, Brésil
  -  Médaille d'argent en deux de couple.

### Championnats d'Europe d'aviron
- Championnats d'Europe d'aviron 2007 à Poznań,  Pologne
  -  Médaille d'argent en skiff
- Championnats d'Europe d'aviron 2009 à Brest,  Biélorussie
  -  Médaille d'or en skiff